# Disputa comercial pelo gás natural entre Rússia e Ucrânia em 2009

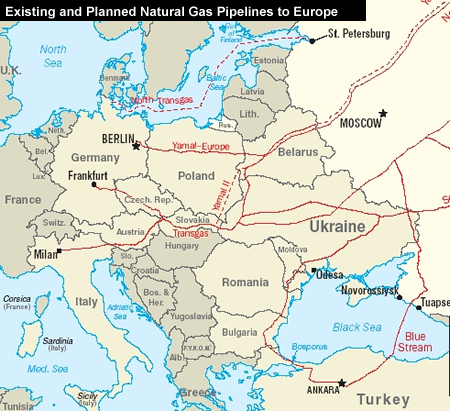
Linhas pontilhadas são intenções para projetos de dutos

A disputa comercial pelo gás natural entre a Rússia e a Ucrânia em 2009 começou quando os dois países falharam em alcançar um acordo sobre os preços e o fornecimento do gás natural para 2009. A empresa de gás natural russa, Gazprom, negou-se em concordar sobre o fornecimento de novos suprimentos de gás antes de a Ucrânia pagar as suas dívidas.  Em 30 de dezembro de 2008, a empresa nacional de gás ucraniana, a Naftohaz Ukrainy, pagou 1,522 bilhões de dólares pelo gás, mas os lados da disputa não foram capazes de entrar em acordo sobre o preço do gás para 2009. As negociações entre a Gazprom e a Naftohaz foram interrompidas em 31 de dezembro  e as entregas de gás para a Ucrânia foram totalmente interrompidas em 1 de janeiro de 2009. Porém, o fornecimento de gás para a União Europeia continuou. Em 2 de janeiro de 2009, a pressão de gás natural em dutos de vários países europeus não-pertencentes à União Europeia caiu.  Em 5 de janeiro de 2009, o primeiro-ministro russo, Vladimir Putin, disse ao chefe da Gazprom, Aleksej Miller, para que reduzisse o fornecimento de gás para a Europa a quantidade equivalente que a Ucrânia tinha alegadamente pego desde que o fornecimento de gás para aquele país foi interrompido em 1 de janeiro,  e em 7 de janeiro, todo o fluxo de gás russo foi interrompido, no meio de acusações mútuas entre as duas partes. Vários países relataram grandes faltas de gás natural russo, que começou em 7 de janeiro; os países mais atingidos foram a Bulgária, a Moldávia e a Eslováquia.
A Ucrânia concordou em garantir o trânsito livre do gás natural sob a condição que a Gazprom iria garantir o suprimento técnico de gás e consequentemente o funcionamento do sistema de dutos no território ucraniano; isto foi negado pela Rússia. Embora a União Europeia, a Ucrânia e a Rússia concordassem no desenvolvimento de um grupo de monitoração internacional das estações de medição de gás entre a Rússia e a Ucrânia, o fornecimento para a Europa não foi restabelecido. A Naftohaz bloqueou o trânsito do gás porque dizia que havia falta de pressão de gás no sistema de dutos, e dizia que, devido ao design dos dutos construídos ainda pela União Soviética, não poderia garantir a entrega de gás através das estações de medição de Sudzha, a estação de entrada, e a estação de Orlivka, a estação de saída, rota sugerida pela Gazprom para fornecer o gás com destino aos países do sul da Europa Oriental. Isto poderia interromper o fornecimento de gás para a região oriental da Ucrânia. No lugar desta rota, a Naftohaz sugeriu uma rota alternativa mais prática, através das estações de medição de Valuyki e de Pisarevka, mas isto também foi recusado.  Em 17 de janeiro de 2009, a Rússia realizou uma conferência internacional de gás natural em Moscou. A União Europeia estava representada pela sua presidência (o ministro checo da Indústria e Comércio Martin Říman) e pela Comissão Europeia (o Comissário de Energia da UE, Andris Piebalgs). Com isso, a UE poderia se manifestar com apenas uma representação.  A Ucrânia foi representada pela primeira-ministra, Yulia Tymoshenko.  A conferência não encontrou qualquer solução para a crise, mas as negociações bilaterais entre os primeiros-ministros Putin e Tymoshenko terminaram com um acordo sobre a volta do fornecimento do gás para a Europa e para a Ucrânia.  O fornecimento de gás voltou em 20 de janeiro de 2009, e foi completamente restabelecida no dia seguinte.
De acordo com a UE, a crise do gás natural causou danos irreparáveis e irreversíveis na confiança dos consumidores na Rússia e na Ucrânia, e isso significa que a Rússia e a Ucrânia não podem mais ser considerados como sócios confiáveis.  De acordo com relatos, devido à crise do gás, a Gazprom perdeu mais de 1,1 bilhão de dólares em lucro com o não-fornecimento do gás natural.  A Ucrânia também perdeu economicamente com a falta de gás; fábricas químicas e siderúrgicas tiveram que fechar temporariamente devido à falta de gás. O país também perdeu 100 milhões de dólares devido à interrupção o trânsito de gás através de seus dutos para a Europa.  Houve também acusações de extravios ilegais de gás feitos pela Ucrânia; estas acusações não foram confirmadas.  Ao mesmo tempo, a questão da captação ilegal de gás para alimentar compressores e para manter a pressão nos dutos permanece obscura. Quando algumas fontes dizem que a responsabilidade de prover o gás "técnico", gás natural que é utilizado para garantir a manutenção do sistema de dutos, é da Ucrânia, outros dizem que esta responsabilidade foi da Gazprom.  Houve várias teorias sobre os motivos políticos alegados por trás do conflito, tais como o aumento da pressão sofrida pelos políticos ucranianos, ou para se evitar que a Ucrânia adira à UE ou à OTAN. Outros sugerem que as ações da Ucrânia foram orquestradas pelos Estados Unidos.  Ambos os lados tentaram conquistar simpatia para seus argumentos para lutar numa guerra de relações públicas.

## Negociações em 2008
Em outubro de 2008, o presidente ucraniano, Viktor Yushchenko, não tinha objeções sobre um acordo fechado anteriormente entre o país e a Rússia, e disse repetitivamente que a Ucrânia deve estar preparada para pagar preços de mercado, enquanto dizia que uma fórmula teria que ser encontrada para se determinar o preço do gás. Em novembro de 2008, a Gazprom e a Naftohaz assinaram um contrato de longo prazo onde concordam que a Ucrânia terá que receber gás natural diretamente da Gazprom e a Naftohaz deveria ser o único importador do gás natural russo; porém, o preço e a quantidade de gás não foram acordados. No final de novembro daquele ano, ocorreu um novo conflito entre a Gazprom e a Ucrânia, quando a Gazprom disse que a Ucrânia tinha uma dívida de 2,4 bilhões à companhia, e disse que este total deveria ser pago antes do começo do novo contrato de longo prazo. A primeira-ministra ucraniana, Yulia Tymoshenko, disse que a dívida não pertencia ao estado ucraniano, mas disse que a empresa ucraniana RosUkrEnergo era a real detentora das dívidas.
Em 23 de dezembro, o presidente Yushchenko disse que a Ucrânia tinha pagado mais de 1 bilhão de dólares para reduzir a dívida, sendo que o restante seria pago com juros e correções monetárias em janeiro e em fevereiro de 2009. A Gazprom negou que havia qualquer acordo sobre a renegociação da dívida, e que isto poderia levar ao corte de gás natural para a Ucrânia a partir de 1 de janeiro de 2009 se a Ucrânia não pagasse 1,67 bilhões de dólares, e mais 450 milhões em multas.
Em 30 de dezembro, a Naftohaz pagou 1,522 bilhões para a RosUkrEnergo poder pagar a sua dívida. A RosUkrEnergo confirmou o recebimento do pagamento, mas disse que a Naftohaz ainda tinha 614 milhões de dólares em multas.
Durante as negociações, a Ucrânia propôs o aumento do preço do gás natural de 21,5 para 201 dólares a cada 1.000 metros cúbicos. Além disso, o país também propôs o aumento da tarifa do trânsito do gás pelo seu território, que passaria de 0,3 para 2 dólares a cada 1.000 metros cúbicos por 100 quilômetros percorridos. A Gazprom propôs que a Naftohaz deveria comprar o seu gás natural por 250 dólares a cada 1.000 metros cúbicos, que começaria a valer a partir do começo de 2009. O primeiro-ministro russo, Vladimir Putin, disse que o preço de 250 dólares a cada 1.000 metros cúbicos de gás seria um "gesto humanitário" que a Ucrânia poderia fazer, já que estava considerando que a Rússia paga 340 dólares a cada mil metros cúbicos de gás da Ásia Central. Ele também disse que a Europa paga cerca de 500 dólares a cada mil metros cúbicos de gás. Mais tarde, a Naftohaz disse que estava pronta para pagar 235 dólares a cada 1.000 metros cúbico de gás.  As negociações entre a Naftohaz e a Gazprom foram interrompidas em 31 de dezembro. Enquanto que a Gazprom acusava que a Naftohaz não iria negociar, o lado ucraniano disse que as negociações foram interrompidas pela iniciativa da Gazprom.

## Corte do fornecimento de gás para a Ucrânia

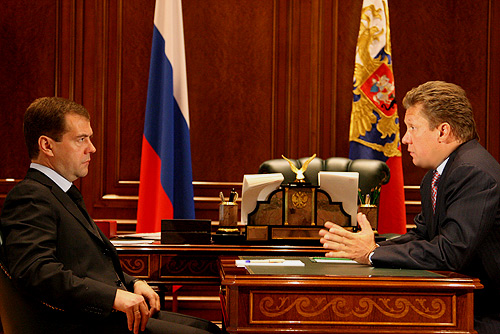
O presidente russo, Dmitri Medvedev, com o chefe da Gazprom, Aleksej Miller, no seu escritório no Kremlin, em 21 de julho de 2008

As entregas de 90 milhões de metros cúbicos de gás natural, assim determinadas pela Ucrânia, foram totalmente interrompidas em 1 de janeiro de 2009, às 10:00 horário local. Porém, o fluxo de gás natural para a União Europeia que passa pela Ucrânia, cerca de 300 milhões de metros cúbicos por dia, continuou normalmente.  Tanto o presidente da Ucrânia, Viktor Yushchenko, quanto a primeira-ministra Yulia Tymoshenko, confirmaram que a Ucrânia iria garantir o trânsito livre do gás natural com destino à Europa através de seu território. Também prometeram que os cidadãos ucranianos não seriam afetados pela falta de gás, já que, segundo o governo, havia reservas nacionais de gás suficientes para garantir o abastecimento interno.  De acordo com Viachaslau Herasimovich, a Ucrânia tinha gás natural suficiente para cerca de 100 a 110 dias sem o gás russo (as reservas garantiriam 80 dias e a produção ucraniana de gás garantiriam o restante dos dias).  Ao mesmo tempo, a Gazprom acusou a Naftohaz de bloquear a atividade da RosUkrEnergo, já que não permitiria à empresa de utilizar o gás natural de reserva que era então utilizada para operações de exportação.
O presidente da Ucrânia e a primeira-ministra também notaram que a oferta russa de manter o custo do trânsito do gás através do território ucraniano em 1,70 a cada 1.000 metros cúbicos em 100 quilômetros percorridos é menos da metade da tarifa europeia média. Com isso, a manutenção do sistema de transporte do gás através da Ucrânia seria economicamente inviável.
Em 1 de janeiro, o presidente Yushchenko enviou uma carta para o presidente da Comissão Europeia, Durão Barroso, no qual propunha o envolvimento da União Europeia na disputa. De acordo com a Interfaz-Ukraine, esta proposta foi iniciada pela UE.  Uma delegação ucraniana, incluindo o Ministro de Combustíveis e Energia, Yuriy Prodan, o Deputado e Ministro das Relações Exteriores, Konstantin Yeliseyev, o representante presidencial para assuntos energéticos, Bohdan Sokolovsky, e o Deputado e Chefe da Naftohaz, Vadym Chuprun, visitaram a República Checa (nação-presidente da União Europeia em 2009) e vários outros países da UE durante a primeira semana de 2009 para construir opiniões sobre a crise do gás. A presidência da UE checa, em benefício da UE, pediu uma solução urgente para a disputa comercial do fornecimento de gás entre a Federação Russa e a Ucrânia, e para a revisão imediata e completa do fornecimento de gás para os membros da União Europeia. A presidência também disse que as relações entre a União Europeia e os seus vizinhos deveriam ser baseadas na confiança e na previsibilidade, e também disse que os compromissos atuais de fornecimento e trânsito do gás deveriam ser honrados sob todas as circunstâncias.
Em 4 de janeiro de 2009, tanto a RosUkrEnergo (que estava contra o governo ucraniano) e a Gazprom (que estava contra a Naftohaz) abriram processos judiciais internacionais no Tribunal do Instituto de Arbitração de Estocolmo da Câmara de Comércio de Estocolmo, Suécia. O governo ucraniano também abriu processo judicial em Estocolmo, também devido às disputas pelo gás natural. De acordo com a Naftohaz, a RosUkrEnergo devia para a empresa cerca de 40 milhões de dólares em serviços de transporte do gás.
Naquele mesmo dia, a Naftohaz declarou que a Gazprom não tinha pagado as tarifas de trânsito do gás em território ucraniano desde 1 de janeiro.  De acordo com a Gazprom, a tarifa de trânsito está baseada num contrato de longo prazo assinado pela Naftohaz e pela Gazprom em 21 de junho de 2002, e que expira no fim de 2013.
Em 5 de janeiro, a corte econômica de Kiev, Ucrânia, decidiu punir a Naftohaz em 1 dólar a cada 1.000 metros cúbicos de gás em cada 100 km percorridos no território ucraniano. A corte declarou que os contratos assinados sobre o trânsito de gás na Ucrânia estavam sem validade porque foram assinados por um ex-deputado e ex-chefe da Naftohaz, Ihor Voronin, que não estava ligado ao Gabinete de Ministros da Ucrânia.

## Corte do fornecimento de gás para a Europa
Ainda em 5 de janeiro, o primeiro-ministro russo, Vladimir Putin, orientou o chefe da Gazprom, Aleksej Miller, para que cortasse o fornecimento de gás para a Europa que passam na Ucrânia. Putin disse que o volume do fornecimento de gás para a Europa deveria ser reduzido, para compensar a quantidade de gás que a Ucrânia tinha alegadamente pego desde que o fornecimento de gás para o país foi cortado em 1 de janeiro. A Naftohaz negou a acusação e acusou a Gazprom de interromper o fornecimento de gás para a Europa através da Ucrânia, de 262 para 73,6 milhões de metros cúbicos durante a noite de 5 e 6 de janeiro.  Em 7 de janeiro, todo o fornecimento de gás russo para a Ucrânia foi interrompido no meio de acusações mútuas entre as duas partes. De acordo com o primeiro-ministro Putin, a Ucrânia fechou o último duto de gás com destino à Europa às 07:00 (horário local) daquele dia, e quando a Rússia disse que não havia gás sendo transportado para a Europa Ocidental e parou completamente o fornecimento de gás para a Ucrânia às 17:40 do mesmo dia.  O porta-voz do presidente da Rússia disse que a Ucrânia tinha que estabelecer imediatamente a passagem do gás para a Europa.  Na sua declaração oficial, a Gazprom disse que a Ucrânia tinha sabotado o trânsito de gás para os países europeus, e que tinha declarado um bloqueio total de gás para a Europa.  A Ucrânia negou as acusações e culpou a Rússia pela interrupção completa do gás para a Europa. De acordo com as autoridades ucranianas, a Ucrânia não tem capacidade técnica de interromper o bombeamento de gás russo no seu território, já que todas as estações de bombeamento de gás para a Ucrânia estão em território russo.  Num telegrama enviado para o líder da União Europeia e para os líderes dos estados europeus que consomem o gás natural russo, o presidente Yushchenko disse que em 5 de janeiro de 2009, 262 milhões de metros cúbicos de gás estavam sendo fornecidos, às 09:00 de 6 de janeiro, esse fornecimento tinha sido reduzido para 93 milhões de metros cúbicos, e às 11:30 daquele mesmo dia, o fornecimento tinha sido reduzido para 73 milhões de metros cúbicos. O presidente disse que a Rússia planejava parar ou reduzir consideravelmente o fornecimento de gás russo através de dutos que transitam pela Ucrânia. Ele confirmou que a Ucrânia estava consumindo apenas o gás produzido pelo próprio país e o gás armazenado em tanques estatais, que estavam cheios.
A declaração da União Europeia, publicada em 8 de janeiro de 2009, dizia que tanto a Rússia quanto a Ucrânia falharam em mostrar a determinação suficiente para resolver o problema, que prejudicava as suas credibilidades. A UE pediu urgentemente à Rússia e à Ucrânia para que cumprissem com as suas obrigações como fornecedor e país-condutor, respectivamente, e para restabelecer imediatamente o fornecimento de gás para o mercado europeu.
O diálogo entre a Naftohaz e a Gazprom foi reiniciada em 8 de janeiro de 2009, durante a noite (horário local) após o retorno de Oleh Dubyna e Aleksej Miller de Bruxelas, Bélgica.  A Ucrânia concordou em garantir o trânsito livre de gás desde que a Gazprom concordasse em garantir e fornecer gás "técnico" para o funcionamento do sistema de transporte de gás no território ucraniano; isto foi recusado pela Rússia.   As negociações continuaram em 10 de janeiro, mas falharam novamente. De acordo com Oleh Dubyna, a Gazprom determinou um preço de 450 dólares a cada 1.000 metros cúbicos de gás, oferta que a Ucrânia não poderia aceitar. O primeiro-ministro Putin disse que as ações da Rússia não pretendiam piorar, mas no lugar, pretendiam melhorar a situação na Ucrânia, "para ajudar a Ucrânia a se ver livre de corruptos e de propineiros, e fazer a sua economia mais transparente".  Em 11 de janeiro de 2009, Putin repetiu que a Rússia estava disposta em tomar parte na participação do processo de privatização do sistema de transporte de gás do país, se a Ucrânia concordar. Ele também disse que a UE deveria emprestar para a Ucrânia a quantidade de dinheiro suficiente para que a Ucrânia pagasse os seus débitos.

## Acordo de monitoração
Em 8 de janeiro, a Gazprom disse que poderia voltar a fornecer o gás natural russo através da Ucrânia o mais logo possível, assim que o acordo de permitir observadores internacionais, incluindo representantes da Gazprom do Ministério de Energia russo, fosse assinado.  A disposição do grupo de monitoração em território ucraniano já tinha sido acordada entre a Ucrânia e a Comissão Europeia em 7 de janeiro, e a primeira equipe de monitoração chegou na Ucrânia em 9 de janeiro.
Em 10 de janeiro, a UE continuou a dialogar com a Rússia e a Ucrânia para finalizar os detalhes de um protocolo escrito. Os primeiros-ministros Mirek Topolánek, representante da UE, e Vladimir Putin, alcançaram um acordo sobre as condições de monitoração, e a Rússia concordou em restabelecer o fornecimento de gás para a Europa imediatamente, mas com a condição de que a Ucrânia teria que assinar os termos de referência (protocolo) para a monitoração do trânsito de gás natural pelo território ucraniano. A Ucrânia assinou o protocolo no começo da manhã de 11 de janeiro. Porém, o representante ucraniano adicionou as palavras, escritas à mão, "com declaração anexada", próxima à assinatura. A declaração incluía, entre outras coisas, uma cláusula afirmando que a Ucrânia não roubava gás com destino à Europa, mas precisava de uma demanda com 21 milhões de metros cúbicos de gás diários, livre de encargos, para as "necessidades técnicas" ucranianas relacionadas com o trânsito de gás através de seu território, e que a Ucrânia não tinha débitos vencidos com a Gazprom.  Como resultado, a Rússia considerou inválido o protocolo e disse que o país não estava mais ligado ao documento.  Embora o primeiro-ministro checo, Mirek Topolánek, tenha dito para Putin que "a declaração da Ucrânia não fazia parte do protocolo e que somente representava a opinião do lado ucraniano", Putin disse a Topolánek para enviar uma cópia do protocolo assinada sem qualquer adições ou declarações.  Após um telefonema de Durão Barroso durante aquele mesmo dia, a primeira-ministra Yulia Tymoshenko concordou em separar os dois documentos. Em 12 de janeiro, a Rússia, a Ucrânia e a União Europeia concordaram com o protocolo sem quaisquer adendos. Porém, a Ucrânia manteve a sua declaração, mesmo não anexada ao protocolo.
A missão de monitoração incluía autoridades da Comissão Europeia, especialistas de empresas de gás europeias, tais como a E.ON Ruhrgas, a ENI e a Engie, além de representantes da Gazprom, da Naftohaz, e dos ministérios de energia da Ucrânia e da Rússia.  Originalmente, a Ucrânia não aceitou a exigência da Gazprom de incluir especialistas da empresa na missão,  porém, a Ucrânia desistiu dessa objeção subsequentemente.  Este arranjo foi criticado pelo deputado ucraniano e também Ministro das Relações da Ucrânia, Yeliseyev, e disse que a Ucrânia poderia perder o controle sobre o seu sistema de trânsito de gás com a inclusão de monitores de empresas de gás europeias, das quais a Gazprom é uma das principais acionistas. Ele descreveu que isto é uma outra tentativa russa de privatizar todo o seu sistema de trânsito de gás.

## Tentativas de restabelecer o fornecimento

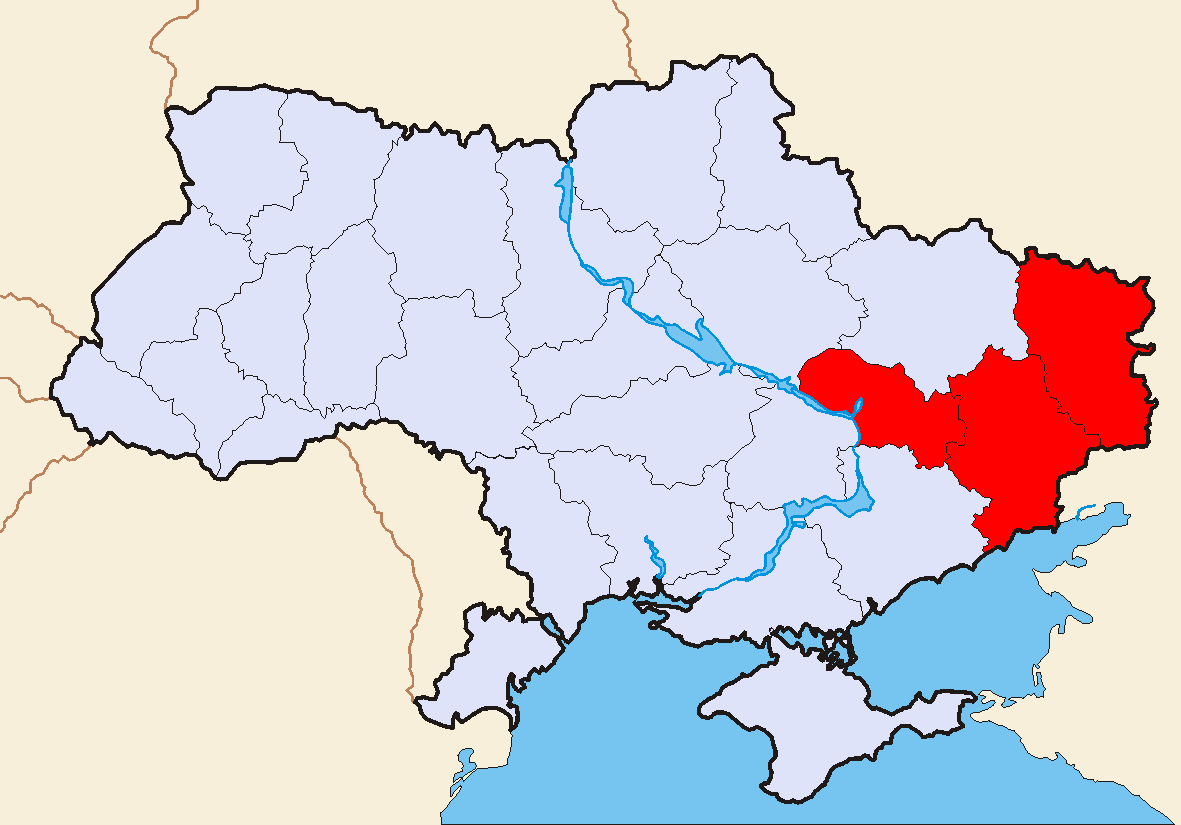
As regiões da Ucrânia que poderiam ficar sem gás natural se o governo ucraniano concordasse com a proposta da Gazprom sobre o uso de um duto de transporte de gás para as nações do sul da Europa Oriental.

Após assinar o protocolo de monitoração, a Rússia começou a realizar fornecimentos de teste em 13 de janeiro, mas pouco, ou mesmo nenhum gás estava sendo entregue para os países consumidores. A Naftohaz confirmou que tinha bloqueado o trânsito de gás porque dizia que "as condições impostas pela Gazprom sobre o trânsito de gás eram inaceitáveis". A empresa ucraniana também culpou a falta de pressão no sistema de dutos, e disse que o design do sistema de dutos, construído pela União Soviética, poderia não abastecer de gás os Óblasts ucranianos de Donetsk, de Luhansk e partes de Dnipropetrovsk se a estação de medição de gás de Sudzha fosse usada como ponto de entrada do gás na Ucrânia, e a estação de medição de gás de Orlivka fosse usada como o local de saída.  No lugar desta rota, a Naftohaz sugeriu uma rota alternativa tecnicamente mais viável, que passaria pelas estações de medição de gás de Valuyki e de Pisarevka, mas isto foi recusado pela Gazprom, que disse que as estações de medição de gás de Valuyki e de Pisarevka são impróprias para as entregas de gás, e disse que a estação de medição de gás de Valuyki não suportava o trânsito de gás para a Europa, mas era usado para consumo próprio. A primeira-ministra Tymoshenko disse que estava impossível transportar gás russo para a Europa devido a duas causas técnicas, tais como o pouco volume de gás entregue pela Rússia, e a rota proposta pela Rússia, que ameaçava o fornecimento de gás para as regiões do leste da Ucrânia.  De acordo com a Naftohaz, o sistema transporte de gás ucraniano tinha sido mudado, para que o gás com destino à Europa fosse desviado para o consumo interno desde que a interrupção total das entregas de gás russo. Também disse que a volta do trânsito de gás em território ucraniano requereria a conclusão de um novo acordo técnico entre a Rússia e a Ucrânia.  Em 17 de janeiro, a Gazprom pediu à Naftohaz em cinco ocasiões diferentes para poder entregar 99,2 milhões de metros cúbicos de gás natural através das estações de medição de Sudzha, Orlivka e de Uzhhorod.

## Conferência de cúpula de Moscou
Em 17 de janeiro, a Rússia realizou uma conferência internacional de gás natural em Moscou. Os líderes de estados e governantes de todos os países que compravam ou transportavam o gás natural russo foram convidados; porém, a maior parte dos países convidados decidiu não participar da conferência. Todos os países membros da União Europeia concordaram com a proposta da presidência da República Checa para a UE, para representar a própria presidência da UE (tendo como representante o Ministro da Indústria e Comércio da República Checa, Martin Říman) e a Comissão Europeia (representada pelo Comissário de Energia da UE, Andris Piebalgs). Com isso, a UE poderia se manifestar com apenas uma representação.  Além disso, os membros da UE concordaram que a participação da Ucrânia na conferência seria uma pré-condição para a participação da UE na conferência.  A Ucrânia estava representada pela primeira-ministra Tymoshenko. De acordo com uma fonte do escritório do presidente Yushchenko, a primeira-ministra tinha plenos poderes para representar a Ucrânia nos diálogos da conferência.
A reunião de cúpula não alcançou qualquer solução para a crise e as negociações continuaram bilateralmente entre os primeiros-ministros Putin e Tymoshenko. No começo da manhã de 18 de janeiro, após cinco horas de conversa entre Putin e Tymoshenko, foi alcançado um acordo sobre a volta do fornecimento de gás para a Ucrânia e para o restante da Europa. As partes concordaram que a Ucrânia poderia começar a pagar os preços europeus para o seu gás natural, mas com 20% de desconto para 2009. O desconto seria extinto em 2010. Como forma de compensação, a Ucrânia concordou em manter as suas tarifas de trânsito para  o gás russo em 2009. Os dois lados concordaram em não usar intermediários.

## Restabelecimento do fornecimento de gás
Em 19 de janeiro, o líder da Gazprom, Aleksej Miller, e o líder da Naftohaz, Oleh Dbyna, assinaram um acordo com validade de 10 anos sobre o fornecimento de gás natural para a Ucrânia entre 2009 a 2019. A reclamação pela dívida em multas da Naftohaz para a RosUkrEnergo foi derrubada. De acordo com Tymoshenko, o preço do gás ficará abaixo de 250 dólares a cada 1.000 metros cúbicos.  De acordo com o pacto, a Ucrânia pagará 360 dólares a cada 1.000 metros cúbicos de gás durante o primeiro trimestre de 2009, e cada trimestre terá um novo preço, de acordo com a fórmula estabelecida. O acordo estipula que a Ucrânia deve pagar pelo fornecimento durante o décimo sétimo dia de cada mês. Se o pagamento for atrasado, a Ucrânia terá que pagar em seguida. A falta de pagamento poderá ser considerada um fator para o cancelamento do acordo.
Com isso, o fornecimento de gás natural para a Ucrânia foi restabelecido em 20 de janeiro, voltando completamente no dia seguinte.

## Impactos nos países europeus
Em 2 de janeiro de 2009, a Hungria, a Romênia e a Polônia relatou que a pressão nos dutos de gás tinha caído. A Bulgária também relatou a falta de fornecimento e que o trânsito de gás para a Turquia, para a Grécia e para a República da Macedônia tinha sido afetado.  De acordo com a Gazprom, "o problema não era com a Rússia, mas com a Ucrânia", já que queria desenvolver "o mais rápido possível" rotas alternativas de transporte de gás, através da "Corrente do Norte" e da "Corrente do Sul". Em 4 de janeiro, a República Checa e a Turquia também relataram quedas de pressão nos seus dutos de gás.
Vários países europeus relataram grandes quedas de fornecimento de gás russo a partir de 7 de janeiro:
- Áustria – Cerca de 51% de gás natural que a Áustria consome vem da Rússia. O fornecimento de gás russo parou completamente em 7 de janeiro.[14][104]  O funcionamento normal da economia austríaca foi garantida pela própria produção do país, pelas reservas estratégicas de gás do país, que garantiriam a autosustentabilidade por cerca de três meses, e pela troca do gás por óleo combustível em termoelétricas.[104]
- Bósnia e Herzegovina – A Bósnia e Herzegovina importa praticamente todo o seu gás natural da Rússia. A situação foi piorada devido à ausência de reservas de emergência no país.[105][106] A ArcelorMittal, uma siderúrgica bósnia, suspendeu as suas atividades em sua usina, em Zenica, devido à redução do fornecimento de gás.[107]  Porém, o consumo geral de gás na Bósnia e Herzegovina é baixo (cerca de 350 milhões de metros cúbicos de gás natural por ano) comparado com outros consumidores, e a infraestrutura dependente de gás natural existe somente em uma parte do país.[15][106]  Parte do gás natural a ser consumido foi substituído por óleo combustível. Além disso, a Bósnia e Herzegovina recebeu suprimentos de gás de emergência provenientes da Áustria e da Hungria. No entanto, cerca de 23 pessoas morreram de frio no país devido à falta de alimentação de aquecedores domésticos a gás.
- Bulgária – A Bulgária está entre os países mais afetados. Cerca de 96% do gás natural consumido no país é russo.[14]  Devido à falta de gás natural, a Bulgária teve que fechar cervejarias, usinas químicas e indústrias de pesca.[108]  A refinaria de Neftochim Burgas interrompeu todas as suas exportações de óleo pesado para poder prover combustível para as termoelétricas do país, que passaram a usar óleo combustível no lugar do gás, que estava em falta.[14]  Embora a Bulgária tivesse algumas reservas de gás natural, os estoques acabaram durante a crise. Houve discussões sobre a reativação da Unidade 4, de 440 MW, da Usina Nuclear de Kozloduy;[109] Porém, a Unidade 4 nunca foi reativada. A Ucrânia prometeu ajudar a Bulgária com gás natural de suas próprias reservas, mas seu plano falhou devido a razões técnicas. O país também planejou importar GNL (gás natural liquefeito) da Grécia, através de seu terminal de exportação de GNL. Além disso, a Bulgária também planejou a importação de gás da Turquia, proveniente da Rússia e do Azerbaijão e através da Grécia.[110]
- República Checa – A República Checa recebe cerca de 80% de seu gás natural da Rússia, sendo que a maior parte passa pela Ucrânia. O fornecimento de gás para o país foi interrompido à meia-noite de 7 de janeiro.[14] A falta de fornecimento foi compensada pelo aumento do fornecimento de gás norueguês, do aumento do fluxo de gás russo via Bielorrússia, e do aumento do fornecimento de gás alemão. Além disso, a República Checa tinha reservas de gás que garantiriam a autosustentabilidade por cerca de 40 dias.[111][112]
- Croácia - Cerca de 37% do gás que o país consome vem da Rússia.[14] Em 7 de janeiro, o Governo da Croácia declarou uma crise de gás após a interrupção do fornecimento de gás russo. Em 10 de janeiro, a Áustria, a Hungria e a Alemanha aumentaram o fornecimento de gás para a Croácia, diminuindo a falta de gás no país.[113]  Além disso, a Croácia produz cerca de 4,8 milhões de gás natural por dia, 40% do consumo de gás diário do país.[14][105]  A Croácia também cogitou a hipótese de consumir gás natural da Itália, que é fornecido pela Argélia.
- França – Cerca de 24% do gás que o país consome vem da Rússia. Em 6 de janeiro, o fornecimento de gás russo caiu 70%. Porém, a falta de gás foi compensada pelo aumento de fluxo de gás russo via Bielorrússia, além do aumento do fornecimento de gás alemão.[14]
- Alemanha – Cerca de 42% de gás natural consumido na Alemanha vem da Rússia. Embora o fornecimento de gás russo através da Ucrânia tenha parado, a Alemanha continuou a receber o gás russo através da Bielorrússia.[14]
- Grécia – A Grécia recebe cerca de 82% de seu gás natural da Rússia, sendo que todo o volume de gás passa pela Ucrânia. Devido à baixa pressão dos sistemas de dutos, o fluxo de gás proveniente da Turquia também ficou abaixo do acordado em contrato.[14]  O país teve que recorrer a rotas alternativas, tais como o aumento da importação de GNL da Argélia e de outros países produtores.[114]
- Hungria – A Hungria recebe cerca de 60% de seu gás da Rússia. Porém, o país continuou a receber normalmente o gás através de um duto que trazia gás alemão para o país através da Áustria.[14] A Hungria também usou as suas reservas de gás, que garantiriam 50 dias de autosustentabilidade. Além disso, o país também proveu de suas reservas gás para a Sérvia, para Bósnia e Herzegovina e para a Croácia. A Hungria também introduziu um racionamento voluntário de gás para os seus maiores consumidores.[115]
- Itália – A Itália recebe cerca de 28% de seu gás da Rússia. O fornecimento de gás através do Duto de gás Trans-Áustria foi reduzida em 90%. A falta de gás foi compensada pelo aumento de fornecimento de gás dos países da África do Norte e do Mar do Norte. Além disso, o país tem reservas estratégicas de gás natural estimadas em 5,1 bilhões de metros cúbicos.[14]
- República da Macedônia – A República da Macedônia recebe todo o seu gás natural da Rússia.[14]  Porém, o país consome apenas 120 milhões de metros cúbicos por ano, ou cerca de 1% do total de energia consumida no país. Ao mesmo tempo, suas reservas de gás garantiriam apenas 2 dias de autosustentabilidade. A falta de gás atingiu principalmente a principal siderúrgica do país, a Maksteel, além de outras instalações metalúrgicas no país. Para piorar a situação, não havia a possibilidade de trocar o gás por óleo combustível. Algumas empresas especializadas em aquecimento residencial, e outros consumidores na capital, Skopje, mudaram de gás para óleo combustível, produzido pela Refinaria OKTA, em Skopje.[106]
- Moldávia - A Moldávia, incluindo a região de Transnístria, recebe todo o seu gás natural da Rússia. A entrega de gás foi suspensa em 7 de janeiro.[14]  Duas termoelétricas da capital, Chisinau, tiveram que trocar o gás para óleo combustível.[116]
- Polônia –  A Polônia recebe cerca de 47% do seu gás natural da Rússia. Porém, cerca de 84% do gás russo passa pela Bielorrússia, e a falta de 16% do gás russo foi compensada pela própria produção de gás polonês e pelas reservas de gás do país.[14]
- Romênia – A Romênia recebe cerca de 28% de seu gás da Rússia. O país produz cerca de 65% do gás consumido na Romênia, e a falta de gás foi compensada pelo uso de suas próprias reservas de gás.[14]
- Sérvia – A Sérvia recebe cerca de 87% de seu gás natural da Rússia. Durante a crise, as suas reservas de gás garantiriam 10 dias de autosustentabilidade.[14]  Em 8 de janeiro, a Hungria decidiu repassar de 1 a 2 milhões de metros cúbicos por dia, o que representa cerca de 25% das necessidades do país.[117][118]  O governo sérvio também pediu à população para que parasse o consumo de gás natural no país.[105]
- Eslováquia – A Eslováquia foi um dos países mais prejudicados pela falta de gás, ao lado da Bulgária. O país recebe todo o seu gás natural da Rússia. Após a interrupção do fornecimento de gás em 7 de janeiro, a Eslováquia declarou estado de emergência. O fornecimento de gás foi reduzido para cerca de 1.000 empresas eslovacas, porém, o fornecimento para pequenos consumidores (residências, hospitais) não foi interrompido.[14] No entanto, assim que surgiu a ameaça de um blecaute, devido ao fato de que as termoelétricas usam gás para o seu consumo,[119] o governo da Eslováquia decidiu em 10 de janeiro reativar o segundo reator da Usina Nuclear de Jaslovské Bohunice.[120] Porém, o reator nunca foi reativado. Em 18 de janeiro, a empresa de fornecimento de gás checa, a RWE Transgas, começou a entregar cerca de 4 milhões de metros cúbicos por dia, cerca de 15% das necessidades diárias de gás do país.[121]
- Eslovênia – A Eslovênia recebe cerca de 64% de seu gás natural da Rússia.[14] Embora fosse introduzida alguma restrição sobre a utilização do gás, a Eslovênia conseguiu compensar a falta de gás com outros recursos energéticos, além de uso de reservas nacionais de gás.
- Turquia – A Turquia recebe cerca de 68% de seu gás natural da Rússia. O fornecimento de gás russo para a Turquia através da Ucrânia foi substituído pelo aumento do fornecimento de gás russo através do duto de gás "Blue Stream", sob o Mar Negro.[14]

## Impactos da disputa na Rússia e na Ucrânia
De acordo com a presidência da União Europeia, e com a Comissão Europeia, a crise do gás causou danos irreparáveis e irreversíveis na confiança dos consumidores na Rússia. Isto significa que tanto a Rússia quanto a Ucrânia já não são mais considerados partes confiáveis.  A Agência Internacional de Energia disse que a Rússia perdeu o status de fornecedor confiável de gás para a Europa. O primeiro-ministro russo, Vladimir Putin, admitiu que a Rússia sofreu danos políticos com a crise do gás.
De acordo com relatos, por casa da crise do gás, a Gazprom perdeu mais de 1,1 bilhão de dólares em lucros. Além disso, a Gazprom poderá pagar multas de 4 milhões de dólares por dia de fornecimento de gás interrompido.  A Ucrânia também teve perdas. Suas usinas siderúrgicas e químicas tiveram que fechar temporariamente devido à falta de gás. O país também perdeu mais de 100 milhões de dólares em tarifas de trânsito de gás em seu território.

## Acusações de roubo de gás e o gás técnico
Em 2 de janeiro, a Gazprom acusou a Ucrânia de roubo de gás; estas acusações foram repetidas várias vezes durante a crise do gás. Em 7 de janeiro, a Gazprom disse que desde o começo de janeiro, a Ucrânia tinha roubado mais de 86 milhões de metros cúbicos de gás. De acordo com a Naftohaz, não foi roubo, mas usou a quantidade de gás como "gás técnico" para as estações compressoras a fim de manter o fornecimento de gás para a Europa e para manter a pressão de gás no seu sistema de dutos.  Entre 1 e 7 de janeiro, a Naftohaz usou temporariamente 5,2 milhões de metros cúbicos para as suas necessidades técnicas para garantir a entrega de quase 1,5 bilhão de metros cúbicos de gás russo para a Europa. O volume de gás foi devolvido posteriormente.  A Naftohaz também disse que usou o gás de suas próprias reservas para manter a exportação do gás russo para a Europa e que a queda de pressão nos dutos não foi uma falha causada pela Ucrânia.  Em 3 de janeiro, o representante do presidente da Ucrânia para assuntos energéticos, Sokolovsky, disse que os problemas de gás da UE poderiam começar em 10 dias se a Gazprom não voltasse a fornecer o gás para a Ucrânia, a fim de manter a pressão no sistema de dutos.  De acordo com o Comissário Europeu de Energia, Andris Piebalgs, não há fatos que comprovem que a Ucrânia tenha coletado gás natural de forma ilegal.
A Ucrânia também acusou a Moldávia de não entregar o gás russo para os países bálcãs; estas alegações foram negadas pela Moldávia.
O gás técnico comprometeu cerca de 140 milhões de metros cúbicos de gás para manter a pressão no sistema de dutos, além de 20 a 21 milhões de metros cúbicos diários para alimentar as estações compressoras.  De acordo com Heinz Hilbrecht, da Direção-Geral da Comissão Europeia de Transporte e Energia, a responsabilidade de prover o gás técnico é da Ucrânia. Segundo a Naftohaz, a responsabilidade de prover gás técnico é da Gazprom.
A empresa de energia da Itália, a Eni, propôs criar um consórcio para financiar o fornecimento do gás técnico necessário para garantir o fornecimento de gás para a Europa. De acordo com Paolo Scaroni, chefe da Eni, o consórcio poderia incluir a E.ON Ruhrgas, a Engie e a OMV. De acordo com o presidente da assembleia do quadro da Gazprom, Alexander Medvedev, a empresa de comércio de gás holandês Gás Terra BV, e a Wingas, uma junta de empresas formada pela Wintershall AG, pertencente a BASF, e a Gazprom, foram convidadas a ingressarem no consórcio. No entanto, a ideia da formação de um consórcio caiu por terra quando o fornecimento de gás para a Ucrânia foi restabelecido.

## Reações internacionais
O embaixador dos EUA na OTAN, Kurt Volker, disse em 8 de janeiro que a OTAN deveria intervir para ajudar os países aliados se a crise continuasse.
Durante uma conferência de imprensa, seguida por uma reunião com o presidente do Parlamento Europeu, Hans-Gert Pöttering, em Bruxelas, Bélgica, o presidente da Gazprom, Aleksej Miller, sugeriu em 8 de janeiro que os países da UE deveriam considerar que a falta de gás nos países europeus deveria ser motivo para denunciar a Ucrânia numa corte judicial.
Em 14 de janeiro, o presidente da Comissão Europeia, Durão Barroso, avisou às empresas de energia da UE para parar as suas atividades, a menos que a Gazprom e a Naftohaz voltassem a fornecer gás. Ele também disse que a situação foi no mínimo inaceitável e inacreditável. Ele disse que se o acordo não for honrado, isto significava que a Rússia e a Ucrânia já não podiam ser consideradas como confiáveis. No dia seguinte, a Agência Internacional de Energia disse que tanto a Rússia como a Ucrânia tinham perdido o seu status de confiáveis como fornecedores de gás para a Europa.

## Ordem política e motivos

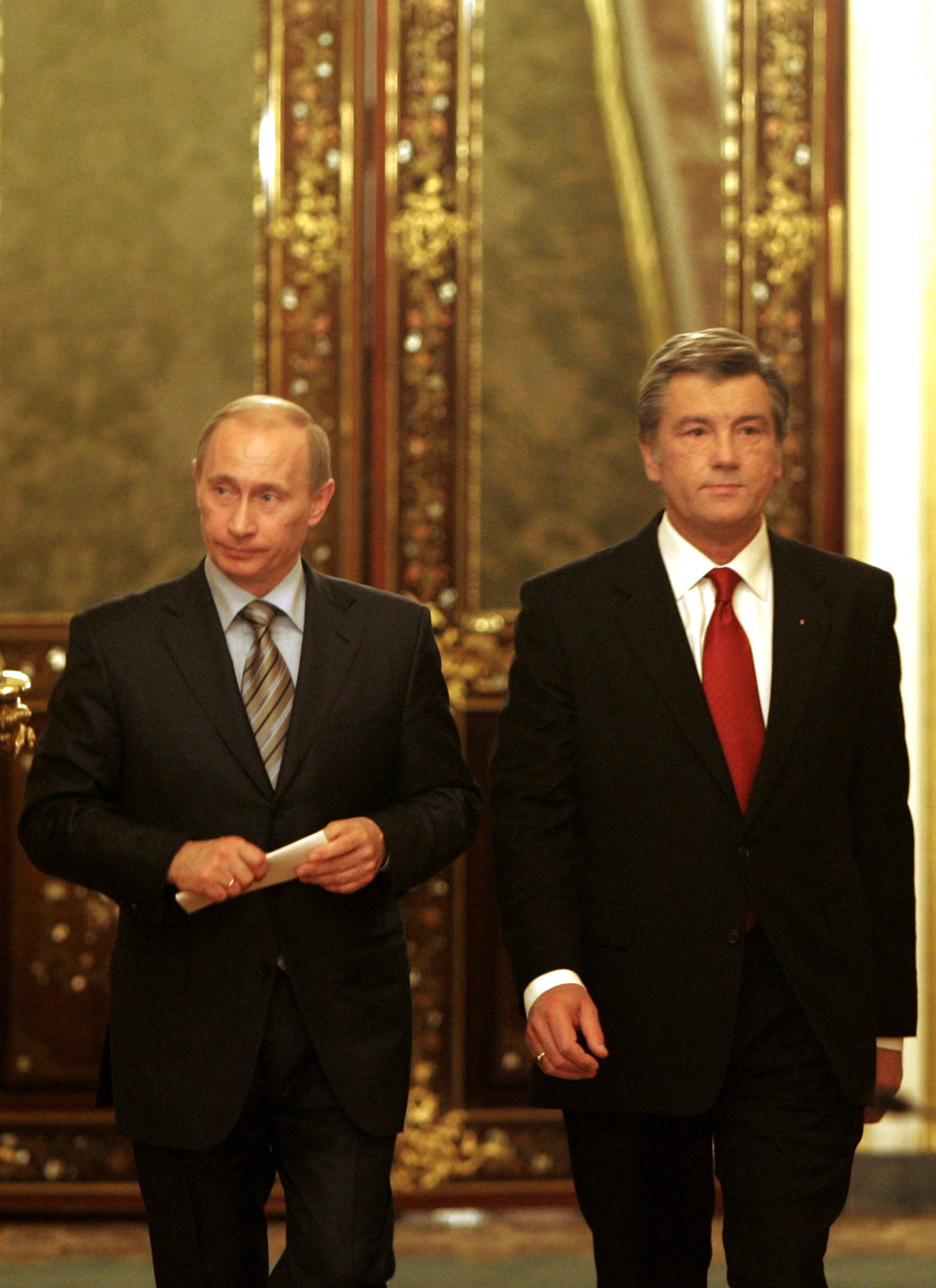
Vladimir Putin e Viktor Yushchenko em 12 de fevereiro de 2008

Houve várias teorias sobre os motivos políticos alegados por trás do conflito. O The Times publicou a teoria que o principal desejo do Kremlin era de parar as expansões da OTAN e da União Europeia, que poderiam incluir a Ucrânia e a Geórgia. Além disso, o The Times disse que a intenção real russa era expor a Ucrânia como um aliado europeu não-confiável. Em 8 de janeiro, o Embaixador dos Estados Unidos na OTAN, Kurt Volker, disse que havia uma disputa comercial, mas que também tinha entonações de uma disputa política por parte da Rússia para que o país ganhasse ainda mais força política na região.
Chegou a se cogitar a hipótese que a crise do gás foi realmente uma campanha contra o presidente Yushchenko, cujo comportamento ficou mais provocativo para com a Rússia (por apoiar a Geórgia durante o seu conflito armado com a Rússia em 2008, além da intenção de se juntar à OTAN), e que autoridades russas tentou usar a disputa para enfraquecê-lo, e para fortalecer o seu maior rival, a primeira-ministra Yulia Tymoshenko.  Durante a primeira semana do conflito, a BBC News montou outra teoria, que dizia que a primeira-ministra da Ucrânia, Yulia Tymoshenko, estava enfrentando diretamente o Kremlin: Tymoshenko precisaria então viajar para Moscou durante a segunda semana de janeiro para assinar um acordo e voltaria para casa como uma vitoriosa, tendo salvado a Ucrânia de um desastre iminente.  Em 8 de janeiro, após o primeiro-ministro Russo, Vladimir Putin, ter dito que o presidente Yushchenko tinha dito para a Naftohaz se retirar das negociações com a Gazprom em 31 de dezembro, a maior parte dos canais de notícias russos disseram que a real intenção de Yushchenko era interromper os diálogos e tentar embarreirar a ida de Tymoshenko para a continuação das negociações sobre a crise do gás. Durante a mesma conferência de imprensa, Putin disse que a Ucrânia é governada por criminosos que não poderiam resolver problemas econômicos. Segundo uma autoridade russa, que preferiu permanecer anônima, Putin estava zangado sobre "a traição de Tymoshenko sobre um acordo preliminar dos preços do gás natural quando tiveram uma reunião em outubro de 2008". De acordo com autoridades ucranianas, Tymoshenko tinha relutado em alguns pontos no acordo, nos quais a Ucrânia tinha negado em concordar.
Em 14 de janeiro, Vladimir Milov, presidente do Instituto de Energia em Moscou e ex-Ministro de Energia da Rússia, apontou segundas intenções da Rússia, que, de acordo com ele, era o desejo de pressionar políticos ucranianos para mudarem a tendência política ucraniana de seguir o curso pró-ocidental para aderirem às regras impostas por Moscou no espaço pós-soviético. Caso contrário, a Ucrânia poderia enfrentar dificuldades.
De acordo com Feodor Lukuanov, um editor do jornal Rússia nos Assuntos Globais, a Ucrânia aderiu à iniciativa de Moscou de arriscar as exportações de gás para a Europa; calculando que, quanto mais longo o conflito se arrastasse, mais culpa a Rússia teria. Um diplomata europeu em Moscou e o Centro de Estudos de Energia Global disseram que a Rússia estava usando o conflito para ganhar apoio para o duto "Corrente do Norte".
Em contraste com estas teorias, Yury Yamimenko disse que a crise de gás poderia ser uma boa influência para Yushchenko e para Tymoshenko se o "russófilo" Partido das Regiões pudesse ativamente tomar para si a causa pró-Rússia. Com isso, o partido poderia perder votos.
Em 13 de janeiro, após uma espera fracassada do restabelecimento do fornecimento de gás para a Europa através da Ucrânia, mesmo após um acordo ser estabelecido entre a Rússia e a Ucrânia, o presidente ucraniano Yushchenko acusou a Rússia de estar culpando a Ucrânia pela crise. O líder da assembleia do quadro geral da Gazprom, Alexander Medvedev, sugeriu que as ações da Ucrânia estavam sendo orquestradas pelos Estados Unidos. O porta-voz americano, Sean McCormack refutou as acusações e disse que eram "bizarras" e "totalmente sem fundamentação".

## Guerra de relações públicas
Durante o conflito, ambos os lados tentaram ganhar simpatia para os seus argumentos.  De acordo com a analista do Reuters, Sabina Zawadzki, a Gazprom ficou mais habilidosa em lutar um conflito de relações públicas após ter lutado um conflito semelhante com a Ucrânia em 2006. Desde aquela disputa, o Kremlin contratou uma das maiores empresas de negociações públicas do mundo, a Omnicom, e a sua unidade em Bruxelas, Bélgica, a Gplus Europe, além de unidades em Nova Iorque, como a Ketchum Inc. e a Stromberg Consulting. No outro lado, um editorial na revista The Times predisse que a Rússia perderia o seu apoio com a UE devido ao conflito.
De acordo com Tammy Lynch, membro pesquisador do Instituto de Estudo de Conflitos, Ideologia e Política na Universidade de Boston, disse que o problema de relações públicas da Ucrânia é que a maior parte da imprensa ocidental que cobre os assuntos sobre a crise do gás está sediada em Moscou, e que mantém contatos regulares com as elites políticas e burguesas de lá. Os interesses da Ucrânia, mesmo numa disputa como esta, são periféricas em comparação com o "grande assunto" das relações da Rússia com a Europa.